# The Village
The Village (en España, El bosque; en México, Chile, Argentina y Venezuela, La aldea) es una película estadounidense del año 2004 escrita y dirigida por M. Night Shyamalan. Fue candidata a un premio Óscar por su banda sonora.

## Trama
Trata de una aldea en un valle de Filadelfia rodeado de bosques. Los aldeanos son gente simple, que viven con humildad aun para los estándares de fines del siglo XIX, pero, sin embargo, son felices. Deben estar siempre alerta, pues en los bosques que los rodean habitan unas enigmáticas criaturas capaces de aniquilar a la comunidad. Afortunadamente, ha existido siempre una tregua entre las criaturas y los aldeanos, con cada bando respetando el territorio opuesto. Pero cuando un aldeano recibe una grave herida, será necesario que alguien atraviese el bosque, en busca de medicinas para curar al herido… y eso podría destruir la frágil tregua entre la aldea y los habitantes del bosque.

## Reparto
- Ivy Walker - Bryce Dallas Howard
- Lucius Hunt - Joaquín Phoenix
- Edward Walker - William Hurt
- Noah Percy - Adrien Brody
- Alice Hunt - Sigourney Weaver
- Tabitha Walker - Jayne Atkinson
- Kitty Walker - Judy Greer
- Victor- Frank Collison
- Jamison - Jesse Eisenberg

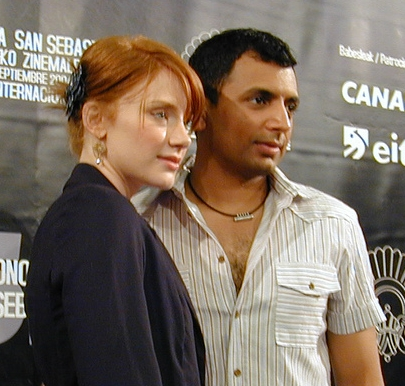
Bryce Dallas Howard y M. Night Shyamalan durante la presentación de The village en el Festival de Cine de San Sebastián, España.

- August Nicholson - Brendan Gleeson
- Kevin - Charlie Hofheimer
- Mrs. Clack - Cherry Jones
- Robert Percy - John Christopher Jones
- Finton Coin - Michael Pitt
- Beatrice - Liz Stauber
- Vivian Percy - Celia Weston
- Guardia - M. Night Shyamalan

## Producción
La película se tituló originalmente The Woods, pero se cambió el nombre porque una película en producción del director Lucky McKee, The Woods (2006), ya tenía ese título. Al igual que otras producciones de Shyamalan, esta película tenía altos niveles de secreto a su alrededor, para proteger el inesperado final, que se convirtió en una conocida marca registrada de Shyamalan. A pesar de eso, el guion fue robado más de un año antes de que se estrenara la película, lo que provocó muchas revisiones previas de la película en varios sitios de películas en Internet y mucha especulación de los fanáticos sobre los detalles de la trama. El pueblo ambientado en la película se construyó en su totalidad en un campo en las afueras de Chadds Ford (Pensilvania). Un campo adyacente contenía un escenario de sonido temporal en el lugar. La producción de la película comenzó en octubre de 2003, con retrasos debido a que algunas escenas que necesitaban follaje de otoño no se pudieron filmar debido a una temporada de otoño tardía. La fotografía principal terminó a mediados de diciembre de ese año. En abril y mayo de 2004, varios de los actores principales fueron llamados de regreso al set. Los informes señalaron que esto parecía tener algo que ver con un cambio en el final de la película, y, de hecho, el final final de la película difiere del final de una versión robada del guion que apareció un año antes; la versión del guion termina después de que Ivy salta el muro y recibe ayuda de un camionero, mientras que la versión cinematográfica muestra a Ivy conociendo a un guardaparque y escenas en las que regresa al pueblo.

## Lanzamiento

### Taquilla
La película recaudó 114 millones de dólares en los Estados Unidos y 142 millones en los mercados internacionales. Su taquilla mundial totalizó 256 millones de dólares, la décima película PG-13 más taquillera de 2004.

### Recepción
En Rotten Tomatoes la película tiene un índice de aprobación del 43% basado en 218 reseñas y una calificación promedio de 5.39/10. El consenso de los críticos del sitio dice: «The Village es apropiadamente espeluznante, pero el giro característico de Shyamalan decepciona». En Metacritic la película tiene una puntuación de 44 sobre 100 basada en cuarenta reseñas, lo que indica «críticas mixtas o promedio». En público encuestado por CinemaScore le dio a la película una calificación «C» en una escala de A+ a F.
Roger Ebert le dio a la película una estrella y escribió: «The Village es un error de cálculo colosal, una película basada en una premisa que no puede sustentarla, una premisa tan transparente que sería risible si la película no fuera tan letalmente solemne… Llamar a poner fin a un anticlímax sería un insulto no solo a los clímax sino también a los prefijos. Es un secreto de mala muerte, como un escalón en la escalera de la originalidad narrativa de Todo fue un sueño. Es tan tonto, de hecho, que cuando descubrimos el secreto, queremos rebobinar la película para no saber más el secreto». Ebert nombró a la película como la décima peor película de 2004 y posteriormente la puso en su lista de «Más odiados». También hubo comentarios de que la película, aunque planteó preguntas sobre la conformidad en una época de «maldad», hizo poco para «confrontar» esos temas.  
Michael Agger de Slate comentó que Shyamalan continuaba con un patrón de hacer «películas selladas que [se desmoronan] cuando se exponen a la lógica externa». 
La película tuvo varios admiradores. El crítico Jeffrey Westhoff comentó que aunque la película tenía sus defectos, estos no necesariamente la convertían en una mala película, y que «la orquestación del estado de ánimo y el terror de Shyamalan es tan hábil como siempre». Philip Horne, de The Daily Telegraph, en una revisión posterior señaló que «esta alegoría exquisitamente elaborada del examen de conciencia estadounidense parece haber sido ampliamente malinterpretada».
La película ha recibido algunas críticas positivas adicionales desde su lanzamiento, incluidas Emily St. James de Vox y Chris Evangelista de SlashFilm, quienes pensaron que era una de las mejores películas de Shyamalan, Adam Chitwood de Collider, quien elogió el final, las actuaciones de Howard, Phoenix y Hurt, y la cinematografía, y Kayleigh Donaldson de Syfy Wire, quien elogió la cinematografía y dijo: «… [la película] se erige como una de las representaciones más sólidas del espíritu de Shyamalan, para mejor o peor.» Carlos Morales, de IGN, argumentó que la película fue malinterpretada en el momento de su estreno porque se comercializó erróneamente como una película de terror y también debido a las expectativas de la audiencia que habían generado las tres películas anteriores de Shyamalan. «El verdadero giro fue que la película que querían no era la que hizo Shyamalan».

## Premios y nominaciones
Premios de música de cine y televisión ASCAP 2005
- Ganó - Mejor película de taquilla - James Newton Howard

Premios de la Academia 2004 (Oscar)
- Nominado - Mejor partitura original - James Newton Howard

2005 Décimo Premios Imperio
- Nominada - Mejor actriz - Bryce Dallas Howard
- Nominado - Mejor debutante - Bryce Dallas Howard
- Nominado - Mejor director - M. Night Shyamalan

2005 Premios del Cine Británico Evening Standard
- Ganado - Mejor logro técnico / artístico - Roger Deakins

Premios de la película MTV 2005
- Nominada - Mejor Actuación Femenina Revelación - Bryce Dallas Howard

2005 Editores de sonido de películas (Premio Golden Reel)
- Nominado - Mejor edición de sonido en un largometraje: música, largometraje - Thomas S. Drescher

2004Premios de la Sociedad de Críticos de Cine en Línea
- Nominado - Mejor Actuación Revelación - Bryce Dallas Howard

Premios Teen Choice 2005
- Nominado - Mejor escena de película de miedo - Bryce Dallas Howard, Ivy Walker espera en la puerta a Lucius Hunt.
- Nominada - Mejor Película: Thriller

#### Otros premios
La película está reconocida por el American Film Institute en estas listas:
- 2005: 100 años de bandas sonoras cinematográficas de AFI - Nominado

La banda sonora fue ampliamente elogiada y fue nominada por el American Film Institute como una de las mejores bandas sonoras  y el premio de la Academia a la mejor banda sonora original.

## Controversia

### Acusación de plagio
Simon & Schuster, editores del libro para adultos jóvenes de 1995 Running Out of Time, de Margaret Peterson Haddix, afirmaron que la película había tomado ideas del libro. La trama de la película de Shyamalan tenía varias similitudes con el libro. Ambos involucran un pueblo del siglo XIX, que en realidad es un parque en la actualidad, tienen jóvenes heroínas en busca de suministros médicos y ambos tienen líderes adultos empeñados en evitar que los niños de su pueblo descubran la verdad.
Nunca se presentó una demanda por la similitud.
La novela de Jean Hougron El signo del perro (1961) desarrolla una historia a partir de una idea parecida a la de la película.